# Johannes Corvinus
Johannes Corvinus, eigentlich Johannes Rabe (* 4. Augustjul. / 14. August 1583greg. in Güstrow; † 27. März 1646 in Lübeck) war ein deutscher lutherischer Theologe in Stralsund und Danzig.

## Leben
Johannes Corvinus, dessen Vater David Rabe ein Bürger in Güstrow war, wurde 1599 an der Universität Rostock immatrikuliert. Später studierte er an den Universitäten in Greifswald, (Wittenberg?), Tübingen und Leiden. Danach wurde er Diakon an der Nikolaikirche in Stralsund.
1617 wurde Corvinus durch den Stadtrat zum ersten Pfarrer an der Marienkirche in Danzig berufen. Er weigerte sich jedoch, mit dem reformierten Amtskollegen Thomas Fabricius zusammenzuarbeiten. Dieser wurde daraufhin durch den lutherischen Prediger Hermann Rathmann ersetzt. Corvinus promovierte auf Wunsch des Rates zunächst in Greifswald zum Doktor der Theologie und wurde Anfang des folgenden Jahres in sein neues Amt eingeführt. Er war damit auch Senior des geistlichen Ministeriums (erster Pfarrer der Stadt).
Corvinus polemisierte bald gegen Ansichten seines neuen Amtskollegen, der die mystisch geprägte Theologie Johann Arndts unterstützte. Der daraus erwachsene Rahtmannsche Streit führte zu erbitterten polemischen Auseinandersetzungen, in die auch mehrere Universitäten und weitere Amtskollegen wie Daniel Dilger einbezogen wurden. Erst 1630 wurden die Auseinandersetzungen auf Anweisung des Danziger Stadtrats beigelegt.
Corvinus wurde 1643 vom Rat aus seinem Amt entlassen, da er heftig gegen eine Personalentscheidung polemisiert hatte. Mit seiner Frau Elisabeth geborene Schmidt und der Tochter Anna zog er daraufhin nach Lübeck, wo er drei Jahre später ohne neue berufliche Tätigkeiten starb.
Ephraim Praetorius veröffentlichte den Nachruf
Corvinus hat mit Fleiß des Herren Wort gelehrt

Und sein Gewißen nicht noch Jemand sonst versehrt.

Als man ihn doch verstieß, stund ihm der Himmel offen, 

Und was er prophezeyt, hat redlich eingetroffen.

## Schriften
Johannes Corvinus verfasste mehrere theologische Streitschriften sowie Predigten.
- Zwey theologische Bedencken über ein fanatisch Büchlein Johannes Banier, dessen titul: Spiegel und Abriß des Greuels der Verwüstung; cum propria prefatione,  Stetin 1623
- Antwort auff ein überschicktes und gedrucktes Bittschreiben eines Kalvinischen Dockmäusers,  Dantzig 1625
- Leichpredigt über Ps. 25 Vers 15–18,  Dantzig 1639